# كريس هوسي
كريس هوسي (بالإنجليزية: Chris Hussey)‏ (2 يناير 1989 بهامرسميث في المملكة المتحدة - ) هو لاعب كرة قدم بريطاني في مركز الدفاع. لعب مع كوفنتري سيتي ونادي بوري ونادي وكينغ وإيه أف سي ويمبلدون ونادي بيرتن ألبيون وWindsor & Eton F.C. (1892) ‏.

## وصلات خارجية
- كريس هوسي على موقع قاعدة بيانات كرة القدم.إي يو (الإنجليزية)
- كريس هوسي على موقع Soccerbase.com (لاعب) (الإنجليزية)
- كريس هوسي على موقع Soccerway.com (الإنجليزية)